# 佐藤雄大
佐藤雄大（日语：佐藤 雄大，1982年10月23日—），日本男性配音員。出身於神奈川縣。A型血。

## 人物簡介
2003年從AMUSEMENT MEDIA綜合學院畢業。同年進入Mausu Promotion附屬養成所，2005年正式成為Mausu Promotion所屬，2012年11月退出。在那之後有一段時間以自由身持續參與，2014年6月起進入Bell Production。
興趣和特長有玩遊戲、洗車、開車。

## 演出作品
※粗體字表示說明飾演的主要角色。

### 電視動畫
2005年
- CLUSTER EDGE（Cluster學院學生）
- 鬥牌傳說（治）

2006年
- 蒼天之拳（葉子英[6]）
- 無敵看板娘（國中生）

2007年
- Over Drive（觀眾）
- 王牌投手 振臂高揮（沖一利）
- 彩雲國物語（冗官）
- 初音島II（學生、店員、林、通行人）
- 龍鳴
- 女優大試煉（空手道社社員）
- BLUE DROP ～天使們的戲曲～（混混C）

2008年
- 賭博默示錄（5號）
- 地獄少女 三鼎（八神邦彥、導師）
- 無敵偵探☆貴公子（日向正樹）
- S·A特優生 ～Special A～（高橋）
- 逮捕令 全速前進（友人）
- 初音島II Second Season（學生）
- 隱王（風魔忍、學生）
- 乃木坂春香的秘密（男子A）
- 秘密 ～The Revelation～（山口和英）
- PERSONA -trinity soul-

2009年
- 阿拉德戰記 ～Slap Up Party～（粉絲A、鬼騎士B）
- 我家3姊妹（老師）
- 地獄少女 三鼎（八神邦彥、導師）

2010年
- 神隱之狼（田邊）
- 王牌投手 振臂高揮 ～夏季大會篇～（沖一利）
- 青春CUP（小町陽樹）

2012年
- 卡片鬥爭!! 先導者 亞洲巡迴賽篇（拉吉克）
- 激戰！彈珠人（アルバ·ココドゥロ）

2013年
- 學生會的一存 Lv.2（宇宙守[7][8][9]）

2017年
- 地獄少女 宵伽（八神邦彥）

### OVA
2007年
- 撲殺天使朵庫蘿2（班上同學）

### 電影動畫
2007年
- JoJo的奇妙冒險 幻影血脈（友人）

### 遊戲
2006年
- 日昇英雄譚3（日语：サンライズ英雄譚）（西恩·蘭普）
- 我們的太陽 Django & Sabata（沙巴特）

2007年
- 虛偽輪舞曲（日语：偽りの輪舞曲）（〈影武者〉）
- 王牌投手 振臂高揮 或許能成為真正王牌（沖一利）
- 美少女夢工場5

2008年
- 盗賊皇女（萊卡翁）
- 裝星機袖珍機器人（日语：装星機ガジェットロボ）（維恩凱薩、香取焰、汀）
- 雷頓教授與最後的時間旅行（飾演角色不明）[注 1]

2009年
- 涼宮春日的並列（日语：涼宮ハルヒの並列）（男性乘客A）

2011年
- 侍道4（日语：侍道4）

### 廣播劇CD
- Re：笨蛋也能拯救世界？（東野一樹）
- animate concierge（日语：animate concierge） Voice Section I（本鄉揚羽）
  - animate concierge MINI Voice Section I 特訓篇（本鄉揚羽）
- 彩雲國物語 戀愛指南爭奪戰！（武官）
- JIHAI ～磁海～（日语：JIHAI〜磁海〜）系列（新人議員）
  - JIHAI ～磁海～
  - JIHAI ～磁海～ Second Code
  - JIHAI ～磁海～ Third World
- 12人の優しい殺し屋（日语：12人の優しい殺し屋） Fate：Topaz（醍醐太郎）
- 四聖獸 悠久之章 ～樂園喪失～（凱）
- 初音島II Second Season「聖夜のミスコン大作戦!」（白河奈奈佳粉絲的一夥）
- 喵喵純喫茶（日语：ねこきっさ）（客人2）
- VitaminX（日语：VitaminX） 角色CD『SAPPHIRE DISC』 -GAM。-（廣播、男）
- マジナ！（日语：マジナ!） voice-MIX Vol.3 ～～（艾利席奧）
- 名作文學（笑）跑吧！美樂斯（花婿）

### BLCD
- 愛仁義生
  - 命賭（友人）
- 愛欲望園4（新生贄）
- （惣流空）
- 彩（部下1、客人2）
- 男子秘密（姬宮綾斗）
  - 片思いには秘密がある（姫宮綾斗）
  - 技秘密（姬宮綾斗）
- 愛食。（少年）
- 可愛下僕育方（中津）
- 僕奴隷（男學生1）
  - 僕奴隷（柴崎光一）
- 君知邪果（花梨）
- 愛件
- 「僕言分」（瀨戶正）
- 戀愛DAYS ～一個屋簷下～（男學生）
- （麻生智）

### 外語配音
※作品依英文名稱及英文原名排序。

#### 電影
- 鼠來寶2
- 哈利·波特：火盃的考驗
- 拒絕再戰（英语：Stop-Loss (film)）（Shorty〈Alex Frost 飾演〉）

#### 電視動畫
- CSI犯罪現場 (第10季)
- 愛卡莉
- 學習之神（黃柏賢／矢島勇介〈俞承豪 主演〉）
- 命運觸控點（Powell）

### 活動
- 活動DVD 王牌投手 振臂高揮 ～我們的夏天沒有結束～

### 廣播、對話CD
- 12位溫柔殺手（日语：12人の優しい殺し屋）「INTRODUCTION」（醍醐小太郎）

### 其它
- 12位溫柔殺手（日语：12人の優しい殺し屋）（醍醐小太郎）

## 腳註

## 外部連結
- Bell Production公式官網的聲優簡介 （日語）
- Mausu Promotion所屬期間的聲優簡介（2011年6月17日的網際網路檔案館）
- （日語）－佐藤雄大的官方個人部落格。